# Miskolc Dixieland Band

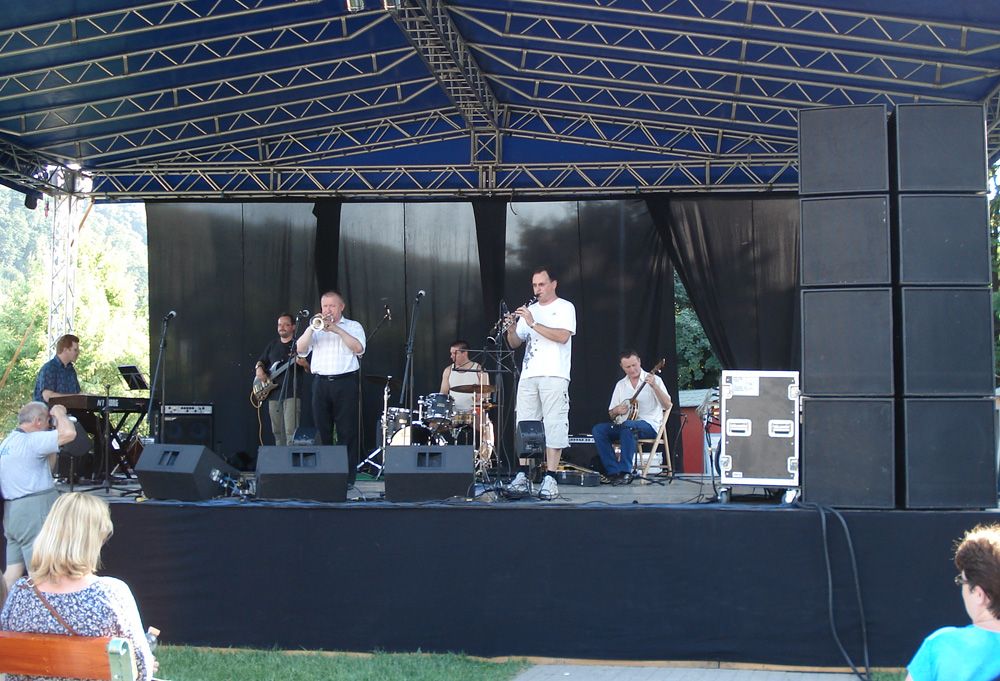
A Miskolc Dixieland Band próbál a 2010-es Miskolci nemzetközi operafesztiválon adott koncert előtt

A Miskolc Dixieland Band 1990-ben alakult zenekar, amely a városi és országos fellépéseken kívül rendszeresen megfordul külföldön is. Évente mintegy hatvan koncertet adnak, 1993 óta az Ifjúsági és Szabadidő Házban működik a klubjuk.

## Története
Az együttes 1990 szeptemberében alakult, és 1991 júniusában már fel is léptek a Diósgyőri Dixieland Fesztiválon (a fesztivál rendszeres helyszíne a Diósgyőri vár). Azóta zenéltek együtt már a hazai dzsessz és dixieland legkiválóbb képviselőivel, de a külföldi zenei élet reprezentánsaival is (Joe Muranyival, Val Visemannel, vagy Arturo Sandóval). A hazai és külföldi fesztiválokon való részvétel mellett 1993 óta Jósvafőn saját fesztivált is rendeznek, amelyen neves külföldi zenészek is megfordulnak.
Külföldön 1994-ben jártak először: Dániában a maribói és a silkeborgi dixieland fesztiválon zenéltek. 1997-től egyetlen magyar meghívottként szerepeltek a németországi Esslingenben (Stuttgart szomszédságában), ahol a város híres ünnepén koncerteztek. 2003-ban és 2004 ben Nagy-Britanniában, Birminghamben jártak, Anglia legnagyobb dixieland fesztiválján. Többször jártak Spanyolországban, majd 2007 júniusában Franciaországban képviselték Magyarországot a rueli Malmaisoni Euro Jazz Fesztiválon.
A zenekar vezetője a klarinétos Balla Miklós, tagjai: Bundzik István (zongora), Gazdus István (bendzsó, gitár), Kacsenyák Gábor (dob), Négyesi Dániel (harsona), Szeghő Zsolt (bőgő) és Várkoly Imre (trombita).
Az együttes 2005-ben elnyerte a Miskolci Gyémántok díjat, 2005-ben a Miskolci Múzsa díjat, 2006-ban és 2019-ben pedig a Borsod-Abaúj-Zemplén megyei Prima díjat. Három CD-jük jelent meg: Lookin' Glass, Hallelujah!, Blue Skies.